# Sułtanat Banten
Sułtanat Banten, także Bantam (indonez. Kesultanan Banten) – sułtanat założony w XVI wieku na wyspie Jawa. Jego stolicą było miasto Banten.
Od końca XVII w. był podporządkowany Holenderskiej Kompanii Wschodnioindyjskiej. Do XVIII w. stanowił istotny ośrodek handlu korzeniami. Sułtanat miał dostęp do dużej produkcji pieprzu i sprawował kontrolę nad handlem przez cieśninę.